# Chrysopilus golbachi
Chrysopilus golbachi är en tvåvingeart som beskrevs av Coscaron 1995. Chrysopilus golbachi ingår i släktet Chrysopilus och familjen snäppflugor. Inga underarter finns listade i Catalogue of Life.